# Sagrado
Sagrado est une commune italienne de la province de Gorizia dans la région Frioul-Vénétie Julienne en Italie.

## Administration
| Période                                  | Période | Identité | Étiquette | Qualité |
| ---------------------------------------- | ------- | -------- | --------- | ------- |
|                                          |         |          |           |         |
| Les données manquantes sont à compléter. |         |          |           |         |

### Hameaux
Peteano, Poggio Terza Armata, San Martino del Carso, Stazione Gradisca-San Martino

### Communes limitrophes
Doberdò del Lago, Farra d'Isonzo, Fogliano Redipuglia, Gradisca d'Isonzo, Savogna d'Isonzo